# گولیاتیا
گولیاتیا (نام علمی: Goliathia andrewsii) نام یک گونه از خانواده نیل‌لک‌لکان است.